# Крекінг-установки в Барранкабермеха
Крекінг-установки в Барранкабермеха – орієнтовані на виробництво етилену складові нафтопереробного та нафтохімічного майданчика колумбійської компанії Ecopetrol.
У Барранкабермеха розташовується найбільший нафтопереробний завод країни, котрий в 1971-му доповнили невеликою установкою парового крекінгу, здатною продукувати лише 10 тисяч тонн етилену на рік. Разом з нею стала до ладу лінія полімеризації у поліетилен низького тиску річною потужністю 15 тисяч тонн, що змушувало закуповувати етилен та транспортувати його баржами по річці Магдалена. В подальшому комплекс модернізували та, зокрема, спорудили другу піролізну установку. Станом на 2009 рік одна з установок мала потужність по етилену та пропілену 40 і 8 тисяч тонн відповідно, тоді як друга була здатною продукувати 48 тисяч тонн етилену. Дві лінії полетилену низького тиску при цьому мали загальну потужність у 68 тисяч тонн.
Як сировину  для піролізу використовували переважно етан (80%) та пропан (20%), а їх вилучення зокрема забезпечувала турбоекспандерна установка. На початку 21 століття комплекс почав відчувати нестачу сировини через дефіцит багатого на етан природного газу. У першій половині 2000-х турбоекспандерна установка була зупинена та не працювала 12 років, допоки в 2016-му її знов не пустили в дію завдяки розробці газового родовища Гібралтар (а також поставкам з родовищ Payoa, Cantagallo і Province). У тому ж 2016-му вдалось досягти рекордного за останні півтора десятиліття рівня випуску поліетилену – 55 тисяч тонн.